# مانوئل رومی
مانوئل رومی (انگلیسی: Manuel Romay؛ زادهٔ ۲۹ ژوئیهٔ ۱۹۹۰) بازیکن فوتبال اهل اسپانیا است.